# Bromley Football Club
El Bromley Football Club es un club de fútbol inglés del barrio  Londinense de Bromley. Fue fundado en 1892 y juega en la Football League Two. 
En 2022 ganó el FA Trophy derrotando por 1-0 al Wrexham.

## Palmarés
| Competición nacional        | Títulos                            | Subcampeonatos |
| --------------------------- | ---------------------------------- | -------------- |
| FA Trophy (1/0)             | 2021-22                            |                |
| National League South (1/0) | 2014-15                            |                |
| Isthmian League (4/0)       | 1908–09, 1909–10, 1953–54, 1960–61 |                |